# Sergej Slonimskij

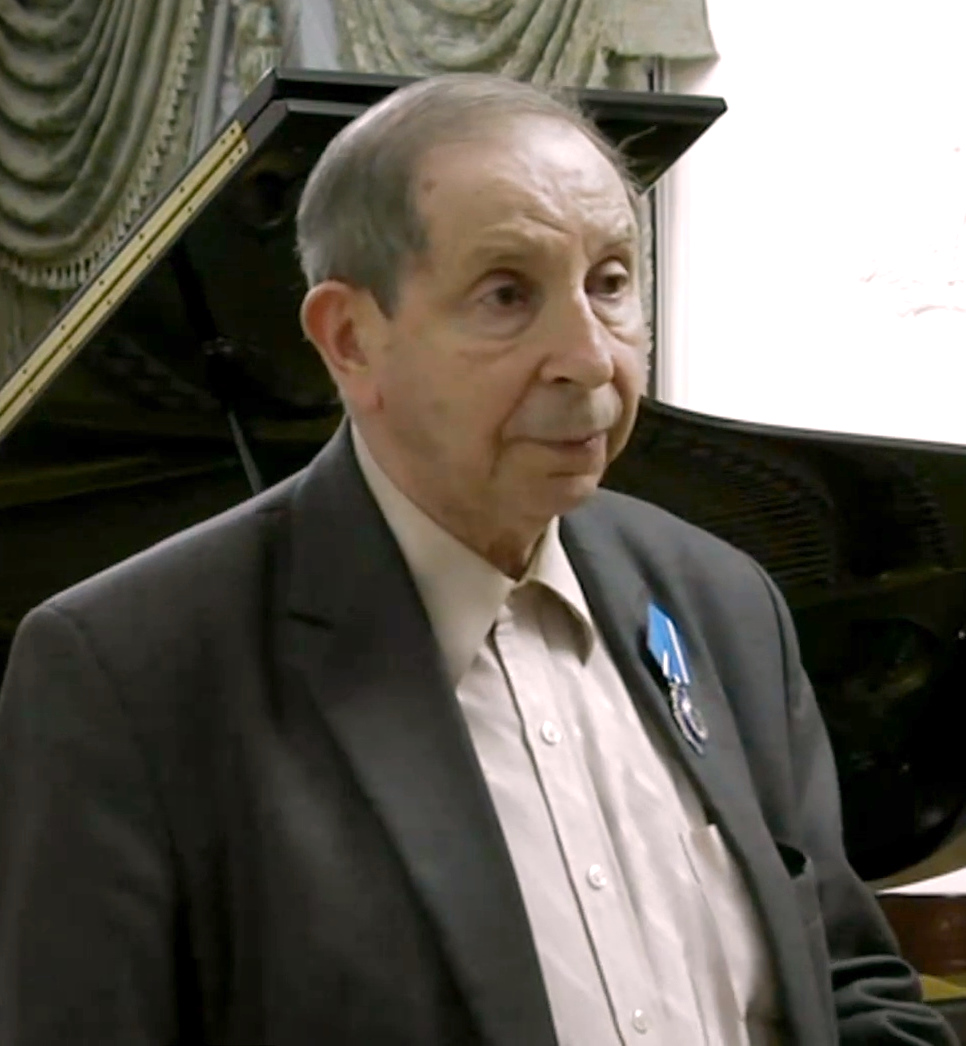
Sergei Slonimsky, 2017.

Sergej Michailovitj Slonimskij (ryska: Серге́й Миха́йлович Слони́мский), född 12 augusti 1932 i Leningrad, död 9 februari 2020, var en rysk tonsättare och pianist.

## Biografi
Slonimskij studerade komposition för bland andra Vissarion Sjebalin och Boris Arapov och avlade examen vid Musikkonservatoriet i Leningrad: år 1955 i komposition och 1956 i pianospel. Han har ett stort intresse för rysk folkmusik och flera av hans verk bygger på bearbetningar av sådant stoff, men han har även experimenterat med moderna uttrycksmedel.
Han har komponerat mer än hundra verk i alla genrer. Slonimskij är son till den sovjetiske författaren Mikhail Slonimskij och är en av Rysslands främsta tonsättare under 1900-talet.

## Verk i urval
- 19 symfonier
- Kammarmusik
- Filmmusik
- Виринея (Virineja), opera 1967
- Мастер и Маргарита (Mästaren och Margarita), opera 1972
- Икар (Ikaros), balett 1971, reviderad 1976
- Körmusik